# Roger de Tosny

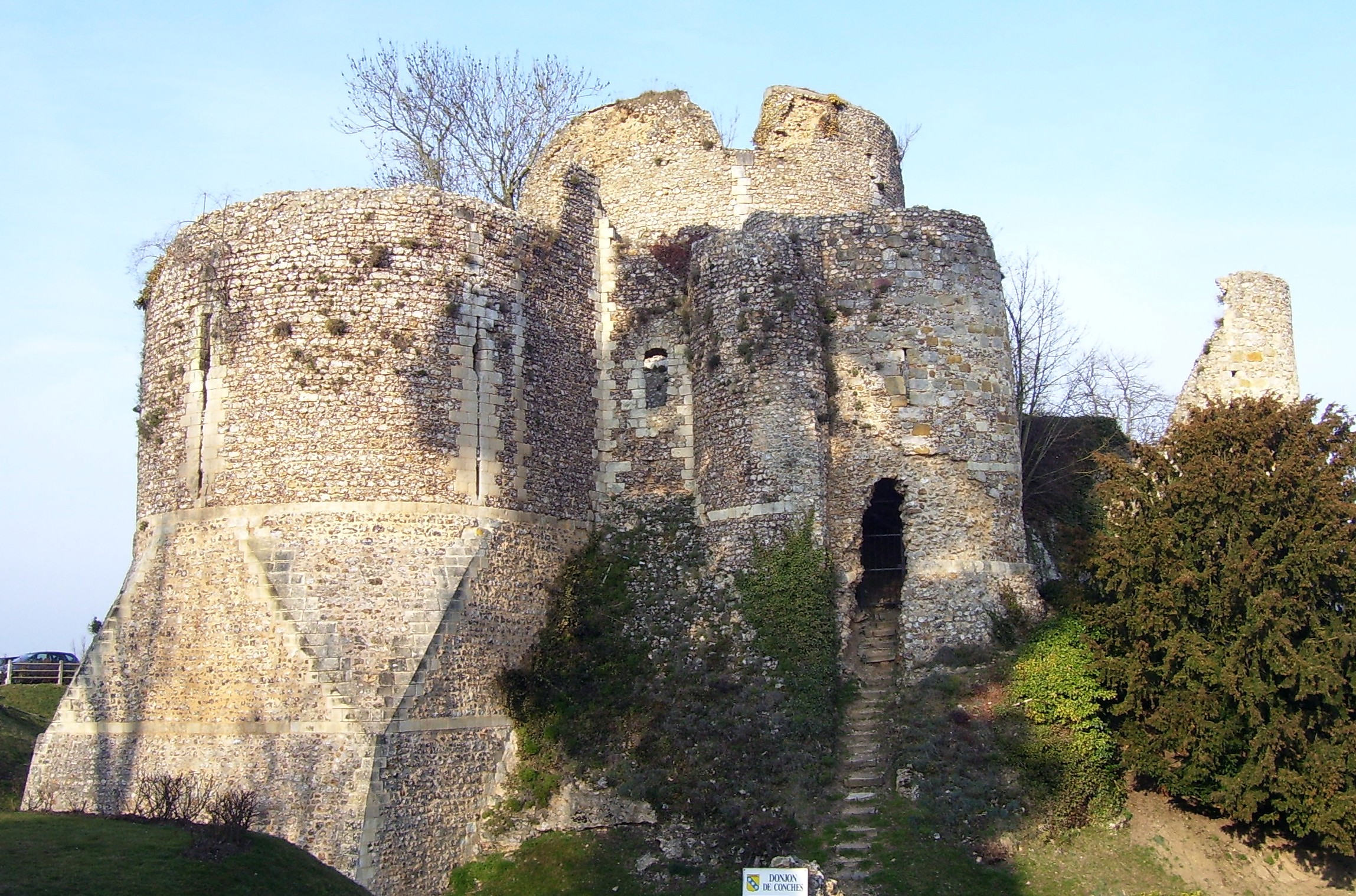
Castell de Conches-en-Ouche (departament d'Eure, Alta Normandia); va ser construït el 1035 per Roger I de Tosny i destruït el 1591 a les guerres de religió a França

Roger I de Tosny o Roger «d'Hispania» (Conches-en-Ouche, 990 - 31 de maig de 1040) va ser un noble normand de la Casa de Tosny que vers el 1020 va lluitar als territoris hispànics al servei de la comtessa de Barcelona Ermessenda de Carcassona, gesta que li valgué l'apel·latiu de «Roger d'Espanya».

## Biografia

### Orígens familiars
Nascut cap al 990, era fill de Raül I de Tosny, origen de la nissaga Tosny.

### Exili de Normandia
El 1013 Roger de Tosny i el seu pare Raül I de Tosny varen defensar el castell de Tillières al servei del duc Ricard II de Normandia (963-1027). Uns anys més tard però, i per una raó desconeguda, es varen enemistar amb el seu senyor i ambdós es van veure obligats a l'exili. Mentre que el seu pare es va guanyar una reputació a la Pulla donant suport als revoltats contra el poder de l'emperador romà d'Orient, Roger de Tosny va fer el mateix en la lluita contra els musulmans a la península Ibèrica.

### Al servei d'Ermessenda de Carcassona
Els comtats catalans varen donar la benvinguda als voluntaris i els mercenaris que podria permetre lluitar contra els musulmans. Roger de Tosny va ser contractat per Ermessenda de Carcassona, comtessa de Barcelona regent del seu fill després de la mort del seu marit Ramon Borrell (†1017), perquè l'ajudés a la seva lluita contra els actes de pirateria de Mujàhid, emir de Dénia. Roger va fer bona feina aterrint als sarraïns, capturant diversos pobles i castells, i el 1023 va participar en la defensa de Barcelona. Ermessenda li va cedir la mà de la seva filla Estefania, un matrimoni clarament interessat per a dificultar la marxa de Roger a Normandia. Les cròniques del monjo d'Angulema format a Llemotges Ademar de Chabannes (c. 989-1034) donen ressò de gestes llegendàries de Roger de Tosny a la península Ibèrica on, segons explica, es va guanyar el sobrenom de Mangeur de Maures (devorador de moros):
| «                                                               | Tan prompte arribat, Rotger, havent fet captius sarraïns, a cada un d'ells dia rere dia i a la vista de tots, en feia trossos, com si es tractés d'un porc cuit en calderes, i els posava per menjar; i en una altra casa, amb els seus, simulava menjar-se els trossos de l'altra meitat. Després d'haver-ho fet amb tots, el darrer que quedava presoner, com per negligència, el deixava fugir, per tal que anunciés als sarraïns aquestes noves portentoses. Desanimats a causa del terror, de la veïna Hispània, demanaren amb el seu rei Muset la pau a Ermessenda, comtessa de Barcelona, i s'obligaren a pagar un tribut anual. | » |
| — Chronique d'Adhemar de Chabanais; traducció de Miquel Barceló | |   |

### Retorn a Normandia i mort
El 1024 Roger de Tosny i el seu pare varen obtenir el permís de Ricard II de Normandia per tornar a Normandia; el seu pare Raul moriria poc després.
Roger de Tosny va fundar Conches-en-Ouche i la seva església de Santa Fe cap al 1035, i l'abadia de Saint-Pierre-de-Castillon on es van instal·lar els monjos de l'abadia de Fécamp. Aquest monestir va ser una de les primeres fundacions de la noblesa a Normandia. L'acta fundacional posa de manifest que el senyor de Tosny li va donar una petita possessió al voltant de Conches i el seu bosc.
El 1035, amb la mort de Robert I de Normandia es va iniciar un període turbulent en el ducat de Normandia. Les guerres civils es van multiplicar i Roger de Tosny, les relacions del qual amb els seus veïns havien augmentat, va ser un dels principals actors. Però Roger es va aprofitar de la debilitat del poder del duc per a fer estralls a les terres dels veïns, en particular les d'Unifred de Vielles. Unifred va enviar el seu fill, Roger Beaumont, per fer front a Roger de Tosny i el 31 de maig de 1040 aquest últim va ser mort junt amb els seus dos fills grans. Per a venjar-los, un vassall seu va matar un germà de Roger Beaumont. Finalment, les famílies varen restablir la pau entre elles.

### Família i descendents
- 1020. ∞ Estefania Ramon, filla dels comtes de Barcelona Ramon Borrell i Ermessenda de Carcassona.
- ? ∞ Gotelina / Godehildis qui després de la mort de Roger es va casar amb Ricard, comte d'Évreux

Fills, amb Godehildis:
- Helbert (mort el 1040 amb el seu pare)
- Elinand (mort el 1040 amb el seu pare)
- Raül II de Tosny, successor del seu pare
- Robert de Tosny, senyor de Stafford
- Béranger l'Espagnol
- Adelisa, es va casar amb Guillem Fils Osbern
- Berthe, es va casar amb Guy de Laval

#### Successor
Després de la seva mort el va succeir el seu fill Raül II de Tosny amb el seu mateix rang i propietats. Seguint les passes del seu pare, es va enemistar amb el duc de Normandia Guillem, futur Guillem I d'Anglaterra «el Conqueridor», i va ser bandejat entre l'any 1060 i 1063.